# 加藤朗史
加藤 朗史（かとう あきふみ、1983年11月16日 - ）は、日本の舞台俳優、声優。2022年まで劇団すごろくに所属していた。現在はフリーで活動中。
殺陣を特技としており、時代劇や殺陣イベントへの出演が多数。

## 出演

### ゲーム
- パチパラ3D 大海物語2 With アグネス・ラム～パチプロ風雲録･花 消されたライセンス～（YUJI）
- パチパラ3D デラックス海物語 ～パチプロ風雲録・花 孤島の勝負師たち～（虎山）
- 加奈～いもうと～（PlayStation Portable版）（サブキャラクター）
- 絶体絶命都市（職員）
- 絶体絶命都市4Plus -Summer Memories-(ナベさん、他)

### テレビ
- 日本のお宝を探せ! - 再現
- ドラマ弱虫ペダル season2（2017年、BSスカパー! - 観客 役

### CM
- ヤマザキパン ランチパック
- Y!mobile
- SONY xperia

### 他
- 武蔵小山パルム商店街ﾅﾚｰｼｮﾝ(2015)
- 殺陣サミット
- 殺陣祭(2016-2019)

### 舞台
- 劇団すごろく本公演（2007年 -2022年 ）
- 猿-masira2009-（劇団ZAPPA） - 佐伯 役
- 将門（劇団パラノイアエイジ） - 平将武 役
- MESSAGE（和装演劇集団張り子の虎） - 殺陣アンサンブル
- 月を待つ人（和装演劇集団張り子の虎） - 立川基頼 役
- Listen to the stereo!（劇団ゴールデンタイム!） - バッツ 役
- ゲッコウテラス（劇団ゴールデンタイム!） - 村上基真 役
- ノンフィクション≒ソリチュード（劇団ゴールデンタイム!） - 九雲 役
- ワールドエンドスターマイン（劇団ゴールデンタイム!） - ダン 役
- ノンフィクションセレナーデ（劇団ゴールデンタイム!） - 九雲 役
- 魔女と賢者と永久の薬師（劇団ゴールデンタイム!） - 絵本作家 / 日替りゲスト 役
- 新撰組哀歌（劇団歴史新大陸） - 殺陣アンサンブル
- 桃鬼伝（殺陣ユニット「陣」） - 孝霊 役
- 広島に原爆を落とす日（こぐれ塾） - 納豆親父 役
- モナ☆リザ(劇団カンタービレ)  - 利明
- ギヤストレイン(劇団ゴールデンタイム！)  -北條清吾
- 次回公演まで待てない。(壱人前企画)
- ココロの花の咲く頃に(壱人前企画)